# Álex Fernández Sánchez
Álex Fernández Sánchez (Palamós, Gerona, España, 14 de febrero de 1974) es un exfutbolista español que jugaba de centrocampista. 

## Clubes
| Club                  | País   | Año       |
| --------------------- | ------ | --------- |
| Palamós C. F.         | España | 1992-1995 |
| R. C. D. Espanyol     | España | 1995-1998 |
| U. E. Lleida (cedido) | España | 1997      |
| Elche C. F. (cedido)  | España | 1998      |
| C. A. Osasuna         | España | 1998-2001 |
| R. C. D. Espanyol     | España | 2001-2005 |
| Xerez C. D.           | España | 2005-2006 |